# Baghdad (EP)
Baghdad és un EP de la banda californiana de punk rock The Offspring, publicat el 15 de maig de 1991 per Nemesis Records únicament en format vinil de 7 polzades. Es van vendre unes 3000 còpies durant la setmana de la seva publicació. Malgrat que no ha estat mai reeditat completament, una de les seves cançons («Hey Joe») ha aparegut en recopilatoris posteriors. En el lloc web oficial de la banda no apareix Baghdad en la seva discografia.

## Llista de cançons
| 1.            | «Get It Right»                     | 3:07  |
| 2.            | «Hey Joe» (cover de Billy Roberts) | 2:38  |
| 3.            | «Baghdad»                          | 3:17  |
| 4.            | «The Blurb» (instrumental)         | 1:59  |
| Durada total: | Durada total:                      | 11:01 |

## Personal
- Bryan Holland – Cantant, guitarra
- Noodles – Guitarra
- Greg K. – Baix
- Ron Welty – Bateria